# Споменик Десанки Максимовић у Ваљеву
Споменик Десанки Максимовић у Ваљеву представља први споменик у част песникиње. Налази се у улици Војводе Мишића, у пешачкој зони центра града Ваљева.

## Историја
Споменик Десанки Максимовић у Ваљеву је открио Матија Бецковић 27. октобра 1990. Посвећен је песникињи, професорки књижевности, академику Српске академије наука и уметности, приповедачу, романсијеру, писцу за децу Десанки Максимовић која је рођена 16. маја 1898. у Рабровици код Ваљева и описивина је као најзначајнија српска песникиња. Споменик јој је подигнут за живота и тај чин је негодовала, али су је убедили да је то само споменик поезији са њеним ликом. Свечаном откривању споменика су присуствовали, међу осталих, Гордана Бабић Ђорђевић, Војислав Брајовић, Драгослав Михаиловић, Слободан Ж. Марковић и сама Десанка Максимовић. Влада Републике Србије је 12. фебруара 1993. донела одлуку о оснивању Задужбине „Десанка Максимовић”, која додељује награду „Десанка Максимовић”, како би се њено име и дело сачували од заборава. Одржава се у Бранковини, а у Ваљеву се пре доделе награда испред споменика Десанки Максимовић одржава рецитал њене поезије коју изводе ученици Ваљевске гимназије којој можете присуствовати сваке године.